# Viola vallenarensis
Viola vallenarensis är en violväxtart som beskrevs av Wilhelm Becker. Viola vallenarensis ingår i släktet violer, och familjen violväxter. Inga underarter finns listade i Catalogue of Life.